# Peronismo Militante
Peronismo Militante es una organización política y social argentina de cuadros identificados con el peronismo, con presencia en las provincias argentinas de Buenos Aires, Catamarca, La Rioja, Córdoba, Formosa, Chaco, Corrientes, Mendoza, Misiones, Río Negro, Salta, Santa Fe, Entre Ríos, Tierra del Fuego, Tucumán, Santiago del Estero, en la Capital Federal y en San Juan. La misma reivindica de manera total la figura de María Eva Duarte de Perón y los gobiernos de Juan Domingo Perón, Néstor Kirchner y Cristina Fernández de Kirchner . Su Secretario General es Héctor "El Gallego" Fernández, Diputado Nacional por el período 2017-2021.

## Historia
Peronismo Militante es una organización política con origen a finales del año 1995, pretende encarnar la historia del Nacionalismo Cultural, Popular, Revolucionario y Latinoamericano,  tres enseñanzas fundamentales: "El valor de la organización de cuadros, el despliegue sobre el territorio y la necesidad de que los jóvenes construyan una generación de amigos unidos en el culto por el amor a la patria."
En el año 1999 nace la revista "Sudestada", utilizada como herramienta de formación política y de bajada de línea, teniendo como protagonistas entre sus páginas a intelectuales e integrantes. A la fecha el órgano de difusión de la Organización Nacional Peronismo Militante es la revista bimestral CAPIANGOS.

## Frentes

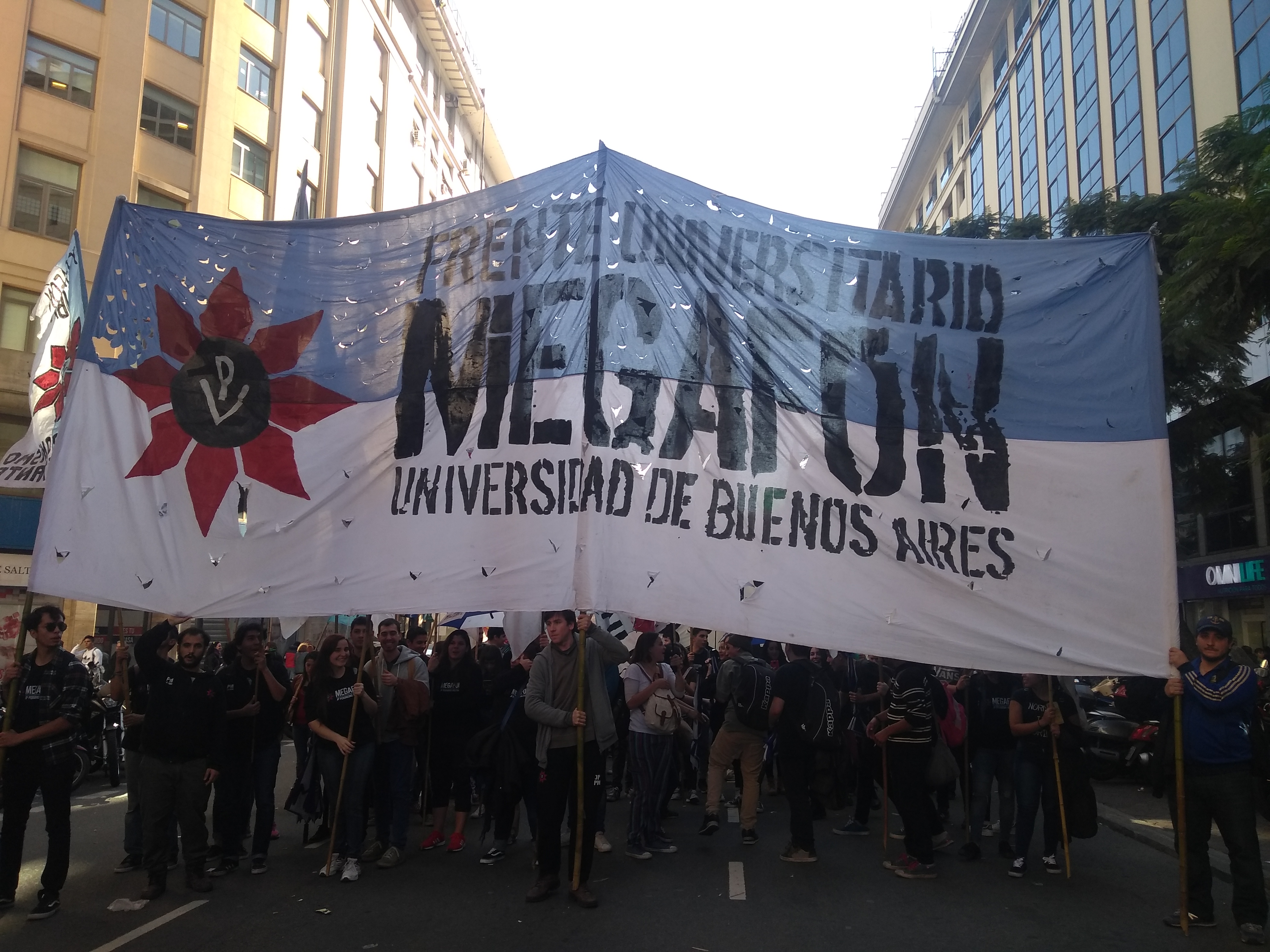
Frente de Columna de Megafón, el Frente Universitario del Peronismo Militante

La Organización se divide en distintos frentes, tales como el Frente Secundarios Peronista, los cuales cuentan con la tarea primordial de garantizar la renovación de cuadros políticos en los diversos distritos donde se sitúa Peronismo Militante, el Frente Universitario Megafón, un frente Cultural, un frente de Derechos Humanos, un frente de Géneros y Diversidad, un frente de profesionales y un frente territorial. Recientemente fue agregado un frente Social, el que está a cargo de todos los merenderos y comedores de la organización. Además tiene secretarías como la de prensa y secretaria de formación política que son transversales.

## Juventud Peronista Peronismo Militante
La Juventud Peronista Peronismo Militante agrupa jóvenes que integran la agrupación, los cuales desarrollan su militancia política en sus ámbitos naturales que son, estudiantiles: secundarios, universidades, institutos, etc. alrededor del Gran Buenos Aires, en Capital Federal y en Provincias del Interior del País.